# 罗江镇 (达州市)
罗江镇，是中华人民共和国四川省达州市通川区下辖的一个乡镇级行政单位。2019年12月，撤销魏兴镇，将其所属行政区域划归罗江镇管辖。

## 行政区划
罗江镇下辖以下地区：
三桥社区、高石社区、金凤村、洞巴村、太河村、密林村、庙坪村、天池村、老林村、红梁村、高岩村、石燕村和红营村。